# Laura Sawyer
Laura Sawyer (Iron County, 3 febbraio 1885 – Matawan, 7 settembre 1970) è stata un'attrice statunitense che lavorò nel cinema all'epoca del muto.

## Biografia
Nata nel Missouri nella Contea di Iron, a poco più di cento chilometri a sud di Saint Louis, era figlia di Alvah Hayden e Laurette Sawyer. Prima di entrare a far parte del team di attori che lavorarono negli anni dieci alla Edison, Laura Sawyer recitò nella compagnia teatrale di Otis Skinner. 

## Filmografia
- Cupid's Pranks
- Tale the Autumn Leaves Told, regia di Edwin S. Porter (1908)
- Where Is My Wandering Boy Tonight?, regia di Edwin S. Porter (1909)
- An Unselfish Love
- Through the Clouds (1910)
- The Black Bordered Letter
- The Doctor, regia di J. Searle Dawley (1911)
- The Rajah, regia di J. Searle Dawley (1911)
- The Iron Master, regia di Edwin S. Porter (1911)
- The Quarrel on the Cliff
- A Case of High Treason (1911)
- The Crusader (1911)
- How Willie Raised Tobacco
- The Star Spangled Banner
- The Younger Brother, regia di Bannister Merwin (1911)
- Christian and Moor
- The Question Mark (1911)
- At Jones Ferry
- The Lighthouse by the Sea, regia di Edwin S. Porter (1911)
- The Sailor's Love Letter
- The Battle of Trafalgar
- Leaves of a Romance
- Three of a Kind, regia di J. Searle Dawley (1911)
- A Perilous Ride, regia di J. Searle Dawley (1911)
- Pull for the Shore, Sailor!
- Buckskin Jack, the Earl of Glenmore
- An International Heart Breaker
- The Stuff That Dreams Are Made Of, regia di J. Searle Dawley (1911)
- A Romance of the Cliff Dwellers
- Lead, Kindly Light (1912)
- For the Cause of the South, regia di Bannister Merwin (1912)
- His Secretary, regia di Bannister Merwin (1912)
- At the Point of the Sword (1912)
- The House with the Tall Porch, regia di J. Searle Dawley (1912)
- The Lighthouse Keeper's Daughter, regia di J. Searle Dawley (1912)
- The Spanish Cavalier, regia di J. Searle Dawley (1912)
- Out of the Deep (1912)
- Treasure Island, regia di J. Searle Dawley (1912)
- The Passion Flower, regia di J. Searle Dawley (1912)
- For Valour, regia di J. Searle Dawley (1912)
- The Necklace of Crushed Rose Leaves, regia di J. Searle Dawley (1912)
- The Relief of Lucknow, regia di J. Searle Dawley (1912)
- In His Father's Steps, regia di J. Searle Dawley (1912)
- The New Ranch Foreman
- Believe Me, If All Those Endearing Young Charms
- 'Ostler Joe, regia di J. Searle Dawley (1912)
- Calumet 'K'
- A Curable Disease
- A Chase Across the Continent
- The First Settler's Story
- Love Among the Geysers
- The Red Man's Burden
- The Eldorado Lode
- The Lorelei, regia di J. Searle Dawley (1913)
- A Day That Is Dead
- The Old Monk's Tale, regia di J. Searle Dawley (1913)
- In a Japanese Tea Garden
- The Priest and the Man
- The Well Sick Man
- The Twelfth Juror, regia di George Lessey (1913)
- Hulda of Holland
- The Orphan, regia di Ashley Miller (1913)
- Groundless Suspicion
- Right for Right's Sake
- The Diamond Crown
- On the Broad Stairway
- The Substitute Stenographer
- The Treasure of Captain Kidd
- The Rightful Heir, regia di J. Searle Dawley (1913)
- The Ghost of Granleigh
- The Grecian Vase
- The Green Eye of the Yellow God, regia di Richard Ridgely (1913)
- Chelsea 7750, regia di J. Searle Dawley (1913)
- An Hour Before Dawn
- The Port of Doom
- The Daughter of the Hills
- A Woman's Triumph
- One of Millions, regia di J. Searle Dawley (1914)
- In the Name of the Prince of Peace, regia di J. Searle Dawley (1914)
- The Daughter of the People, regia di J. Searle Dawley (1915)